# 269
Het jaar 269 is het 69e jaar in de 3e eeuw volgens de christelijke jaartelling.

## Gebeurtenissen

### Europa
- Postumus, keizer van het Gallische keizerrijk, onderdrukt een opstand onder bevel van Laelianus. Hij weigert Mogontiacum (Mainz) door zijn eigen legionairs te laten plunderen en wordt kort daarop vermoord.
- De Franken steken opnieuw de Rijngrens over en voeren een plunderveldtocht in Belgica, in het gebied (huidige Wallonië) worden vele Romeinse villa's verwoest.
- Marcus Aurelius Marius wordt uitgeroepen tot keizer van Gallië en laat Mainz plunderen. Na een regeerperiode van enkele maanden wordt hij echter vermoord.
- Victorinus (r. 269 - 271) wordt door de legioenen in Augusta Treverorum (Trier) gekozen tot keizer van het Gallische keizerrijk. Hij wordt erkend in de provincies van Gallië en Brittannië, maar Hispania sluit zich weer aan bij het Romeinse Rijk.

### Balkan
- De Goten en andere Germaanse stammen plunderen steden aan de Zwarte Zee. Een vloot van 2000 roofschepen en 320.000 man bedreigt langs de Donau Romeins grondgebied. Keizer Claudius II verslaat de Goten bij Niš (Servië), de Senaat schenkt hem na deze overwinning de bijnaam "Gothicus". De Herulen veroveren Athene en plunderen Kreta en Rhodos.

### Egypte
- Koningin Zenobia van Palmyra verovert Syria, Palestina en Egypte, hierdoor wordt de graantoevoer naar Rome afgesneden. De Bibliotheek van Alexandrië wordt grotendeels door brand verwoest.

## Overleden
- Marcus Aurelius Marius, Romeins keizer
- Postumus, keizer van het Gallische keizerrijk
- Ulpius Cornelius Laelianus, Romeins usurpator
- Valentinus, Romeins priester en martelaar